# Yichun (Heilongjiang)
Pour les articles homonymes, voir Yichun.
Yichun (伊春 ; pinyin : Yīchūn) est une ville de la province du Heilongjiang, au nord-est de la Chine. Elle est située sur le fleuve Songhua. Sa population est d'environ 883 000 habitants.
Une autre ville chinoise de plus de 100 000 habitants porte le même nom. Elle est située dans la province du Jiangxi : voir Yichun (Jiangxi).

## Subdivisions administratives

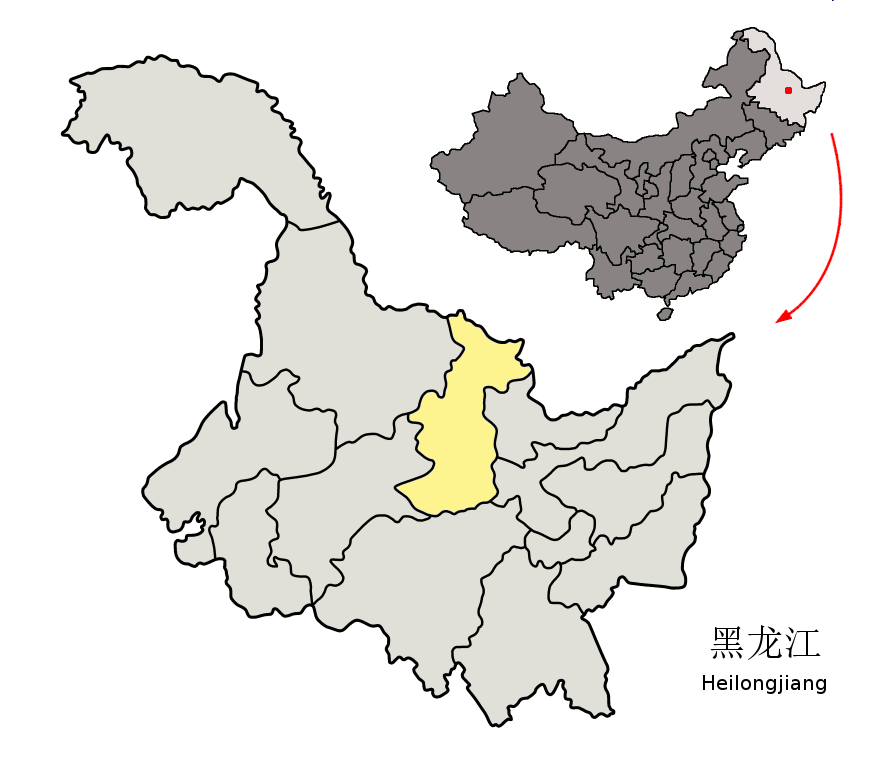
Localisation de la préfecture de Yichun (en jaune)

La ville-préfecture de Yichun exerce sa juridiction sur dix-sept subdivisions - quinze districts, une ville-district et un xian :
- le district de Yimei - 伊美区 Yīměi Qū ;
- le district de Wucui - 乌翠区 Wūcuì Qū ;
- le district de Youhao - 友好区 Yǒuhǎo Qū ;
- le district de Jinlin - 金林区 Jīnlín Qū ;
- la ville de Tieli - 铁力市 Tiělì Shì ;
- le xian de Jiayin - 嘉荫县 Jiāyīn Xiàn.
- le xian de Tangwang - 汤旺县 Tāngwàng Xiàn.
- le xian de Fenglin - 丰林县 Fēnglín Xiàn.
- le xian de Nancha - 南岔县 Nánchà Xiàn.
- le xian de Daqingshan - 嘉荫县 Jiāyīn Xiàn.